# Cheumatopsyche bifida
Cheumatopsyche bifida är en nattsländeart som beskrevs av Statzner 1975. Cheumatopsyche bifida ingår i släktet Cheumatopsyche och familjen ryssjenattsländor. Inga underarter finns listade i Catalogue of Life.